# Робер Доано
Робер Доано (на френски: Robert Doisneau) е френски фотограф, един от пионерите на фотожурналистиката, заедно с Анри Картие-Бресон. Робер Доано е рицар на Ордена на Почетния легион – звание, което му е присъдено през 1984 г.

## Целувка край кметството
Най-известната фотография на Доано е „Целувка край кметството“ (на френски: Le baiser de l'hôtel de ville), направена през 1950 г. и изобразяваща млада двойка, споделяща целувка на една от оживените улици на Париж. Имената на попадналите в кадър влюбени остават неизвестни до 1992 г.
През 80-те години Жан и Дениз Лаверние, които били сигурни, че именно те са уловени в кадъра, си уговарят среща с фотографа, по време на която той не потвърждава убеждението им, но не го и опровергава, за да не разбие представата им на влюбени. Жан и Дениз обаче повдигат обвинение срещу Доано в съда за използване на техните лица, авторското право върху които според френските закони принадлежи на фотографираните. Пред съда на Доано не му остава нищо друго, освен да признае, кой именно е фотографиран: Франсоаз Делбар и Жак Карто, двойка, която той забелязва да се целува на улицата и в първия момент не се осмелява да заснеме по етични съображения, но малко по-късно им предлага да повторят целувката си за пред фотоапарата.
| „ | Никога не би се осмелил да снимам хора без тяхното разрешение. Особено при снимките на любовници, целуващи се на улицата – подобни двойки често не са узаконени. | “ |

В онзи момент Франсоаз е на 20 години, а Жак на 23, като и двамата са начинаещи актьори. През 2005 г. Франсоаз си спомня: „Той ни каза, че сме много симпатични и ни предложи да повторим целувката си пред неговия фотоапарат. Нямахме нищо против. Не се целувахме за първи път. Целувахме се постоянно, беше ни много приятно. Господин Доано беше много мил, без всякакво високомерие, обикновен човек.“ Те му позират на площад „Конкорд“, на улица „Риволи“ и пред Парижкото кметство. Фотографията е отпечатана в списание „Life“ на 12 юни 1950 г. Любовта между двамата актьори всъщност продължава едва само 9 месеца. Франсоаз продължава актьорската си кариера, а Жак става винопроизводител.
Тогава, през 1950 г., като благодарност за участието си Франсоаз получава от фотографа оригинална снимка с подписа и печата му. През 90-те години тя се опитва безуспешно да осъди фотографа на по-голяма компенсация. Но през април 2005 г. нейната фотография ѝ донася 155 хиляди евро на аукцион в Artcurial Briest-Poulain-Le Fur, когато притежател на снимката става пожелал да запази анонимността си швейцарски колекционер.